# Fauxhawk

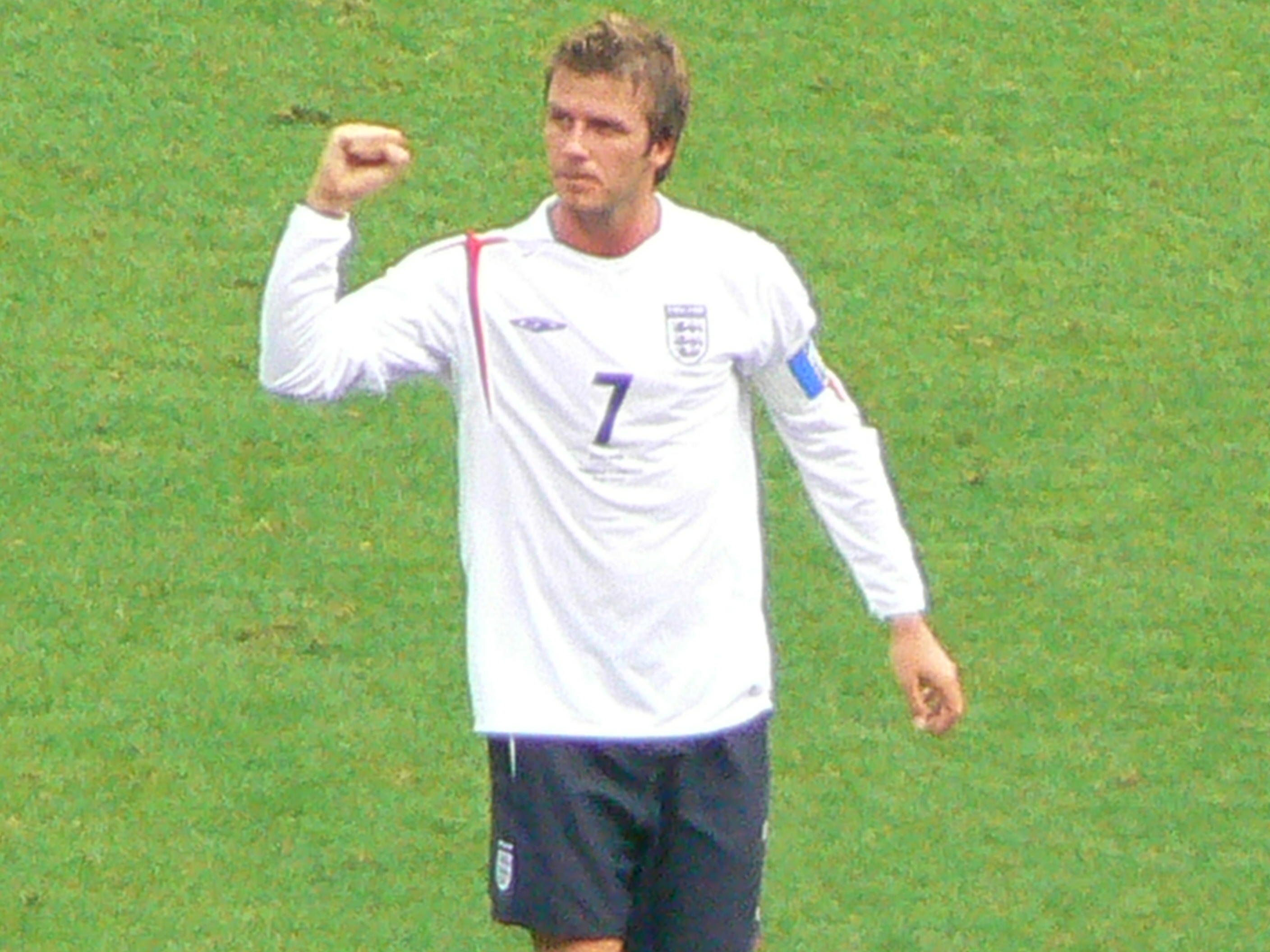
Il calciatore inglese David Beckham

Il fauxhawk (o faux-hawk) è una acconciatura, derivata dal mohawk. A differenza del mohawk, nel fauxhawk, non vengono rasati i capelli ai lati della cresta. È anche conosciuto colloquialmente in italiano come crestino o come cresta, in relazione all'effettiva cresta rappresentata dal taglio mohawk.

## Descrizione
In molti casi si tratta di un look facilmente reversibile, in quanto non comporta tagli drastici dei capelli (che invece contraddistingue il mohawk). Non a caso il nome fauxhawk è una unione della parola faux (in francese falso) e di mohawk, e di conseguenza sta ad indicare un falso mohawk. Il fauxhawk è caratterizzato dal fatto che non vengano tagliati i capelli ai lati della cresta, e che la stessa cresta è notevolmente più bassa rispetto a quella mohawk, e mantenuta tramite il semplice ausilio di gel, lacca, cera o prodotti simili. Dunque è un'acconciatura la cui elaboratezza dipende esclusivamente dalla lunghezza dei capelli.
La moda del fauxhawk è stata popolarizzata dal calciatore britannico David Beckham, il cui taglio è stato disegnato da Hedi Slimane.